# Bogey Awards 1997
Nell'edizione del 1997 dei Bogey Awards, 3 film vinsero il premio in platino, 1 quello in argento, mentre 7 pellicole portarono a casa il Bogey Award. Nessun film vinse i premi in platino ed in oro.

## Premi

### Bogey Award in Platino
- Mr. Bean - L'ultima catastrofe
- Il mondo perduto - Jurassic Park
- Men in Black

### Bogey Award in Argento
- Il quinto elemento

### Bogey Award
- Air Force One
- Alien - La clonazione
- Ballermann 6
- Con Air
- Kolya
- Eskiya
- Il matrimonio del mio migliore amico